# Eli Junior Kroupi
Eli Junior Eric Anat Kroupi (Lorient, Morbihan, 23 de junio de 2006) es un futbolista franco-marfileño que juega como delantero en el AFC Bournemouth de la Premier League, máxima categoría del fútbol inglés.

## Trayectoria
Debutó como profesional el 3 de junio de 2023, ingresó al minuto 83 en la última fecha del campeonato local y vencieron 2-1 a Estrasburgo. Con 16 años, 11 meses y 11 días se convirtió en el jugar más joven del club en debutar en Lorient.
En febrero de 2025 se anunció su fichaje por AFC Bournemouth, a cambio de 13 millones de euros, fue cedido a Lorient para culminar la temporada.
Mostró un gran nivel en Francia, se coronaron campeones de la Ligue Ligue 2 2024-25, Junior fue el máximo artillero del torneo con 22 goles, además fue incluido en el equipo ideal de la temporada y fue distinguido como el mejor jugador.
Tras 3 temporadas con el primer equipo de Lorient, dejó el club con 64 partidos jugados, 28 goles y 6 asistencias.

## Selección nacional
Eli ha sido internacional con la selección de Francia en las categorías sub-16, sub-17, sub-18, sub-19 y sub-20.
Debutó con Les Bleus el 2 de noviembre de 2021, fue en un partido amistoso sub-16 contra Bélgica, ingresó en el correr del segundo tiempo y en el último minuto convirtió el gol del triunfo. Estuvo con la sub-16 hasta mediados 2022 jugando amistosos, convirtió 5 goles en 9 encuentros.
Continuó el proceso en la selección sub-17, debutó en la nueva categoría el 28 de septiembre de 2022 en un amistoso contra Gales, fue titular, convirtió un gol y ganaron 2-0. Su primer partido oficial lo jugó el 25 de octubre, en la primera fecha de la clasificación a la Eurocopa sub-17, enfrentaron a Luxemburgo, anotó un gol y salieron victoriosos 4-0. Clasificaron en primer lugar tras ganar 4-0 todos los encuentros, Eli colaboró con 2 goles y una asistencia. Volvió a jugar 4 partidos amistosos entre enero y febrero de 2023, en los cuales se despachó con 6 goles.
El 13 de octubre de 2023 debutó en la categoría sub-18, estuvo en los minutos finales en un amistoso contra Suiza y ganaron 0-3. Tres días después jugaron la revancha, esta vez fue titular y con un gol suyo ganaron el partido por la mínima.

## Estadísticas

### Clubes
Actualizado al último partido citado el 10 de mayo de 2025.
| Club                       | Div.          | Temporada     | Liga  | Liga  | Liga   | Copas nacionales | Copas nacionales | Copas nacionales | Copas internacionales | Copas internacionales | Copas internacionales | Total | Total | Total  |
| Club                       | Div.          | Temporada     | Part. | Goles | Asist. | Part.            | Goles            | Asist.           | Part.                 | Goles                 | Asist.                | Part. | Goles | Asist. |
| -------------------------- | ------------- | ------------- | ----- | ----- | ------ | ---------------- | ---------------- | ---------------- | --------------------- | --------------------- | --------------------- | ----- | ----- | ------ |
| F. C. Lorient Francia      | 1.ª           | 2022-23       | 1     | 0     | 0      | -                | -                | -                | —                     | —                     | —                     | 1     | 0     | 0      |
| F. C. Lorient Francia      | 1.ª           | 2023-24       | 30    | 5     | 3      | 1                | 0                | 0                | —                     | —                     | —                     | 31    | 5     | 3      |
| F. C. Lorient Francia      | 2.ª           | 2024-25       | 30    | 22    | 3      | 2                | 1                | 0                | —                     | —                     | —                     | 32    | 23    | 3      |
| F. C. Lorient Francia      | Total club    | Total club    | 61    | 27    | 6      | 3                | 1                | 0                | 0                     | 0                     | 0                     | 64    | 28    | 6      |
| AFC Bournemouth Inglaterra | 1.ª           | 2025-26       | 0     | 0     | 0      | -                | -                | -                | —                     | —                     | —                     | 0     | 0     | 0      |
| AFC Bournemouth Inglaterra | Total club    | Total club    | 0     | 0     | 0      | 0                | 0                | 0                | 0                     | 0                     | 0                     | 0     | 0     | 0      |
| Total carrera              | Total carrera | Total carrera | 61    | 27    | 6      | 3                | 1                | 0                | 0                     | 0                     | 0                     | 64    | 28    | 6      |
| 1.                         |               |               |       |       |        |                  |                  |                  |                       |                       |                       |       |       |        |

### Selección
Actualizado al último partido citado el 24 de marzo de 2025.
| Selección         | Temporada         | Continental | Continental | Continental | Mundial | Mundial | Mundial | Amistosos | Amistosos | Amistosos | Total | Total | Total  |
| Selección         | Temporada         | Part.       | Goles       | Asist.      | Part.   | Goles   | Asist.  | Part.     | Goles     | Asist.    | Part. | Goles | Asist. |
| ----------------- | ----------------- | ----------- | ----------- | ----------- | ------- | ------- | ------- | --------- | --------- | --------- | ----- | ----- | ------ |
| Sub-16 Francia    | 2021              | —           | —           | —           | —       | —       | —       | 3         | 2         | 0         | 3     | 2     | 0      |
| Sub-16 Francia    | 2022              | —           | —           | —           | —       | —       | —       | 6         | 3         | 1         | 6     | 3     | 1      |
| Sub-16 Francia    | Total sel.        | 0           | 0           | 0           | 0       | 0       | 0       | 9         | 5         | 1         | 9     | 5     | 1      |
| Sub-17 Francia    | 2022-23           | 3           | 2           | 1           | —       | —       | —       | 6         | 7         | 0         | 9     | 9     | 1      |
| Sub-17 Francia    | Total sel.        | 3           | 2           | 1           | 0       | 0       | 0       | 6         | 7         | 0         | 9     | 9     | 1      |
| Sub-18 Francia    | 2023              | —           | —           | —           | —       | —       | —       | 2         | 1         | 0         | 2     | 1     | 0      |
| Sub-18 Francia    | Total sel.        | 0           | 0           | 0           | 0       | 0       | 0       | 2         | 1         | 0         | 2     | 1     | 0      |
| Sub-19 Francia    | 2023-24           | 10          | 0           | 1           | —       | —       | —       | 1         | 0         | 0         | 11    | 0     | 1      |
| Sub-19 Francia    | Total sel.        | 10          | 0           | 1           | 0       | 0       | 0       | 1         | 0         | 0         | 11    | 0     | 1      |
| Sub-20 Francia    | 2025              | —           | —           | —           | -       | -       | -       | 2         | 1         | 0         | 2     | 1     | 0      |
| Sub-20 Francia    | Total sel.        | 0           | 0           | 0           | 0       | 0       | 0       | 2         | 1         | 0         | 2     | 1     | 0      |
| Total selecciones | Total selecciones | 13          | 2           | 1           | 0       | 0       | 0       | 20        | 14        | 1         | 33    | 16    | 2      |
| 1.                |                   |             |             |             |         |         |         |           |           |           |       |       |        |

## Palmarés

### Títulos nacionales
| Título  | Club          | País    | Año  |
| ------- | ------------- | ------- | ---- |
| Ligue 2 | F. C. Lorient | Francia | 2025 |

### Distinciones individuales
| Distinción                                                                             | Año  |
| -------------------------------------------------------------------------------------- | ---- |
| Parte de los 60 mejores jugadores jóvenes del mundo para The Guardian (categoría 2006) | 2023 |
| Mejor jugador del mes de la Ligue 2 (enero, marzo, abril)                              | 2025 |
| Máximo goleador de la Ligue 2 (22 goles)                                               | 2025 |
| Parte del equipo ideal de la Ligue 2                                                   | 2025 |
| Mejor jugador de la Ligue 2                                                            | 2025 |